# Lancia argentilinea
Lancia argentilinea là một loài bướm đêm trong họ Crambidae.